# Меликов, Георгий Александрович
Георгий Александрович Меликов (29 июля 1925, Баку, Азербайджанская ССР  — 24 июня 2014, Феодосия, Крым) — русский советский писатель (поэт и прозаик) армянского происхождения. Лауреат литературной пушкинской премии Крыма, ветеран Великой Отечественной войны.

## Биография
Не получив полного среднего образования, был направлен в военное училище, по окончании которого в 1944 году вступил в ряды советской армии и попал на 1-й Украинский фронт. Принимал участие в форсировании Одера, Нейсе и Эльбы. Награждён тремя боевыми орденами и семнадцатью медалями, в том числе орденом Богдана Хмельницкого III степени.
После войны окончил архитектурно-строительный факультет  Бакинского политехнического института. Работал в проектных институтах «Азгипроводхоз» и «Росгипроводхоз». Занимал должность главного конструктора в проектном институте «Мосгражджанпроект». Тогда же началась его активная литературная деятельность, хотя первые произведения автора вышли еще во фронтовой газете.
Георгий Меликов обучался на Высших литературных курсах при Московском институте имени А. М. Горького, был знаком с Василием Шукшиным, Константином Симоновым, Александром Фадеевым и Булатом Окуджавой, которым неоднократно посвящал свои стихи. Одно из своих стихотворений Г. Меликову посвятил Б. Окуджава. В издательстве «Красная звезда» вышли четыре сборника его рассказов о войне. Также печатался на страницах «Литературной газеты», журналов «Новый мир», «Октябрь», «Работница». Участвовал в выпуске двух московских альманахов и коллективных сборников.
В конце 70-х годах преподавал в Подольском строительном техникуме и Всесоюзном заочном инженерно-строительном институте.
В 1985 году переехал в Феодосию, где прожил почти 30 лет. Георгий Меликов написал около сотни книг прозы и стихов, большинство из них писатель издал на свои средства.
Являлся членом Союза писателей СССР, Национального союза писателей Украины, Союза русских писателей Восточного Крыма, Союза крымских армянских писателей. Награждён памятной медалью имени Ивана Айвазовского и литературной Пушкинской премией Крыма.
В последние годы работал в жанре исторического романа. Им написаны романы-биографии об Александре Пушкине, Михаиле Лермонтове и Николае Гоголе.
В 2015 году имя Георгия Меликова присвоили феодосийской библиотеке № 5, расположенной в микрорайоне Ближние Камыши.